# Berkeley Township
Berkeley Township ist ein Township im Ocean County von New Jersey in den Vereinigten Staaten. Das U.S. Census Bureau ermittelte bei der Volkszählung 2020 eine Einwohnerzahl von 43.754. 

## Geschichte
Berkeley Township wurde am 31. März 1875 durch ein Gesetz der Legislative von New Jersey aus Teilen von Dover Township (heute Toms River Township) als Township gegründet. Aus Teilen des Township wurden Seaside Park (3. März 1898), Seaside Heights (6. Februar 1913), Beachwood (22. März 1917), Ocean Gate (28. Februar 1918), Pine Beach (26. Februar 1925), South Toms River (28. März 1927) und Island Beach (23. Juni 1933, 1965 wieder in Berkeley Township eingegliedert) gebildet. Das Township wurde nach John Berkeley, 1. Baron Berkeley of Stratton, einem der Gründer der Province of New Jersey, benannt.

## Demografie
Laut einer Schätzung von 2019 leben in Berkeley Township 43.723 Menschen. Die Bevölkerung teilt sich im selben Jahr auf in 91,7 % Weiße, 2,2 % Afroamerikaner, 2,1 % Asiaten und 1,3 % mit zwei oder mehr Ethnizitäten. Hispanics oder Latinos aller Ethnien machten 8,8 % der Bevölkerung aus. Das mittlere Haushaltseinkommen lag bei 54.942 US-Dollar und die Armutsquote bei 7,9 %.
| Bevölkerungsentwicklung Bei den Daten handelt es sich um Volkszählungsergebnisse. | Bevölkerungsentwicklung Bei den Daten handelt es sich um Volkszählungsergebnisse. | Bevölkerungsentwicklung Bei den Daten handelt es sich um Volkszählungsergebnisse. | Bevölkerungsentwicklung Bei den Daten handelt es sich um Volkszählungsergebnisse. | Bevölkerungsentwicklung Bei den Daten handelt es sich um Volkszählungsergebnisse. | Bevölkerungsentwicklung Bei den Daten handelt es sich um Volkszählungsergebnisse. | Bevölkerungsentwicklung Bei den Daten handelt es sich um Volkszählungsergebnisse. | Bevölkerungsentwicklung Bei den Daten handelt es sich um Volkszählungsergebnisse. | Bevölkerungsentwicklung Bei den Daten handelt es sich um Volkszählungsergebnisse. | Bevölkerungsentwicklung Bei den Daten handelt es sich um Volkszählungsergebnisse. |  |
| --------------------------------------------------------------------------------- | --------------------------------------------------------------------------------- | --------------------------------------------------------------------------------- | --------------------------------------------------------------------------------- | --------------------------------------------------------------------------------- | --------------------------------------------------------------------------------- | --------------------------------------------------------------------------------- | --------------------------------------------------------------------------------- | --------------------------------------------------------------------------------- | --------------------------------------------------------------------------------- |  |
| Jahr                                                                              | 1940                                                                              | 1950                                                                              | 1960                                                                              | 1970                                                                              | 1980                                                                              | 1990                                                                              | 2000                                                                              | 2010                                                                              | 2020                                                                              |  |
| Einwohner                                                                         | 1.127                                                                             | 1.550                                                                             | 4.272                                                                             | 7.918                                                                             | 23.151                                                                            | 37.319                                                                            | 39.991                                                                            | 41.255                                                                            | 43.754                                                                            |  |